# Montagne du Porc-Épic (berg i Kanada, lat 45,60, long -70,66)
Montagne du Porc-Épic är ett berg i Kanada.   Det ligger i provinsen Québec, i den sydöstra delen av landet, 400 km öster om huvudstaden Ottawa. Toppen på Montagne du Porc-Épic är 683 meter över havet, eller 86 meter över den omgivande terrängen. Bredden vid basen är 3,2 km.
Terrängen runt Montagne du Porc-Épic är kuperad åt sydost, men åt nordväst är den platt. Trakten runt Montagne du Porc-Épic är nära nog obefolkad, med mindre än två invånare per kvadratkilometer.. Närmaste större samhälle är Lac-Mégantic, 17,3 km väster om Montagne du Porc-Épic. 
I omgivningarna runt Montagne du Porc-Épic växer i huvudsak blandskog.